# Parzaommomyia malabarica
Parzaommomyia malabarica är en stekelart som beskrevs av T.C. Narendran 2004. Parzaommomyia malabarica ingår i släktet Parzaommomyia och familjen finglanssteklar. Inga underarter finns listade i Catalogue of Life.